# Pipreola chlorolepidota
Pipreola chlorolepidota là một loài chim trong họ Cotingidae.
Loài này được tìm thấy ở Colombia, Ecuador, Peru và nơi môi trường sống tự nhiên của loài chim này là rừng ẩm vùng đất thấp nhiệt đới hoặc cận nhiệt đới và rừng núi ẩm nhiệt đới hoặc cận nhiệt đới. Loài này đang trở nên hiếm do mất môi trường sống của rừng nhiệt đới của nó. Quy mô số lượng và phạm vi được hạn chế gây ra loài này được coi là gần bị đe dọa.